# ليزبيث هوكي
ليزبيث هوكي (17 تشرين الأول 1918 ـ 16 حزيران 2004) من تولّد النمسا، حاصلة على رتبة الإمبراطورية البريطانية ـ رتبة الضابط، عضو في كلية التمريض الملكية، ممرضة وباحثة بريطانية.
كانت أول مديرة لوحدة أبحاث التمريض في إدنبرة. وقد حصلت على درجة الدكتوراه للبحوث في التمريض، وكانت أول من قام بذلك.

## النشأة
ولدت ليزبيث هوخزينغر في 17 تشرين الأول 1918 في غراتس/النمسا (ثاني أكبر المدن النمساوية بعد العاصمة فيينا). في عام 1936 كانت قد بدأت دراسة الطب في جامعة غراتس حيث أكملت ثلاث سنوات من الدورة قبل نقلها بعيداً عن الوضع السياسي المهدد في األمانيا التابعة لهتلر. كانت غير مدركة أن لعائلتها بعض الأصول اليهودية، لكن لاحقاً أُخذ كلا والديها إلى معسكرات الاعتقال حيث توفيا. بمساعدة من جمعية الأصدقاء، وصلت هوخزينغر إلى إنكلترا في عام 1938 وذهبت إلى ديفون للبقاء مع عميد وزوجته. عملت بداية مربية لأطفالهم وتعلمت الكم الكافي من الإنكليزية لبدء فترة التمريض التدريبية في لندن.

## مهنة التمريض
في عام 1939، قُبلت في التدريب العام للتمريض في مستشفى لندن. غادرت مستشفى لندن بسبب قانون جديد أوقف الرعايا غير البريطانيين عن رعاية الأشخاص الذين من الممكن أن يكونوا أسرى حرب. كان مسموحًا لها أن تدرب في مستشفى كوبيت وود في موسويل هيل (إحدى ضواحي لندن الشمالية)، وتأهلت كممرضة للحمّى في عام 1943. بعدها ذهبت إلى مستشفى السلام التذكاري في واتفورد (مستشفى عام في واتفورد)، حيث أكملت تدريبها العام للتمريض في عام 1945. غيّرت اسمها إلى خوكي في عام 1949. ذهبت إلى مستشفى نورث ميدلسكس في إدمونتون (وهو مستشفى عام في مقاطعة إدمونتون في حي لندن في إنفيلد) ودرست الجزء الأول من القبالة (توليد النساء). أما من أجل الجزء الثاني من تدريب القبالة الخاص بها، اختارت أن تذهب إلى إيسيكس حيث قضت وقتاً في المقاطعة. في عام 1950 اكتسبت مؤهل زائر صحي من باترسي بوليتيكنيك.
في عام 1965، بدأت بالعمل في معهد كوينز في قسم التمريض في لندن، أولاً كمُدرّسة وبعدها كمسؤولة أبحاث. في عام 1970 اكتسبت درجة البكالوريوس للعلوم في الاقتصاد من جامعة لندن.
في تشرين الأول من عام 1971، عُيّنت هوكي أول مديرة لوحدة أبحاث التمريض في إدنبرة. حيث كانت أول وحدة أبحاث للتمريض في جامعة بريطانيا. أكملت درجة الدكتوراه في عام 1979، وهو إنجاز استثنائي. حصلت على شهادة الدكتوراه من جامعة سيتي في لندن، وعلى الرغم من أن أطروحتها لم تُنشر، فقد قدمت وصفًا مبكرًا للمسؤوليات المتضمنة في دراسة بعنوان «دراسة عن تمريض المنطقة: تطوير برنامج بحثي طويل الأمد».:3

## الحياة اللاحقة
على الرغم من تقاعدها، بقيت نشطة في عالم التمريض. قضت السنة الأخيرة من حياتها في دور رعاية. توفيت في إدنبرة في 16 حزيران عام 2004.

## الجوائز والأوسمة
عُينت في رتبة الإمبراطورية البريطانية الضابط الأكثر امتيازاً في تكريمات عيد الميلاد عام 1979.
حصلت على الزمالة من الكلية الملكية للتمريض عام 1980. وعُينت زميلة فخرية من قبل الكلية الملكية للممارسين العامين في عام 1982، كانت الممرضة الأولى التي تكرّم هكذا. سيكون هناك أكثر من عشرين عاماً قبل أن تكرّم ممرضة أخرى بنفس الطريقة. كانت فخورة بهذا التكريم، كانت تهدف دائماً لرعاية كاملة للشخص. في عام 1987 عُينت عضوًا فخريًا في الجمعية النمساوية للتمريض.
في عام 2000 تلقّت ميدالية الشرف الذهبية من المعهد الملكي للتمريض، كانت فقط رابع من تلقّى هذا الشرف.
مُنِحت شهادات فخرية من جامعة البرتا في عام 1980، جامعة أوبسالا في عام 1985 وكلية الملكة مارغريت الجامعية في إدنبرة عام 1995.

## المؤلفات
- الشعور بالنبض (1966)[25]
- الرعاية في الميزان (1968)[26]